# Suchora (szczyt)
Suchora (999 m), Suhora (1000 m) – szczyt w Gorcach, na obszarze Gorczańskiego Parku Narodowego. Znajduje się na grzbiecie odchodzącym od Obidowca w kierunku północnym. Wschodnie zbocza Suchory opadają do doliny Podobidowca, zachodnie do doliny Porębianki. Szczyt jest łagodny i niewiele tylko wznosi się ponad grzbiet.
Znajduje się na nim obserwatorium astronomiczne na Suhorze należące do Uniwersytetu Pedagogicznego w Krakowie. Lokalizację wybrano ze względu na czyste powietrze i brak w pobliżu większych miejscowości, które swoimi światłami zakłócałyby obserwację.
Suchora znajduje się na obszarze Gorczańskiego Parku Narodowego, w granicach wsi Poręba Wielka w powiecie limanowskim, województwie małopolskim. Na szczycie oraz południowych zboczach Suchory znajduje się polana Suchora, z której rozciąga się widok na Beskid Wyspowy, Gorce i Pasmo Babiogórskie.

## Szlak turystyczny
Koninki – Jaworzyna – Tobołów – Suchora – Obidowiec. Odległość 4,1 km, suma podejść 410 m, suma zejść 40 m, czas przejścia 1 godz 50 min, z powrotem 1 godz 10 min.